# George W. Campbell
Ne doit pas être confondu avec George W Bush.
Pour les articles homonymes, voir Campbell.
Cet article possède un paronyme, voir George Campbell.
George W. Campbell (9 février 1769, 17 février 1848) est un homme d'état américain, secrétaire du Trésor en 1814, sous la présidence de James Madison.

## Biographie
Né en Écosse, il émigre en Caroline du Nord avec ses parents en 1772. Diplômé du Collège du New Jersey (devenu l'Université de Princeton en 1794, il étudie le droit, est admis au barreau en Caroline du Nord et commence à l'exercer à Knoxville, dans le Tennessee.
Il est élu à la Chambre des Représentants pour représenter le Tennessee en 1803, et est réélu successivement jusqu'en 1809. Il quitte alors la chambre pour devenir juge à la cour suprême du Tennessee, jusqu'en 1811.
Il est élu sénateur du Tennessee en 1811, mais démissionne en 1814 à la suite de sa nomination au poste de Secrétaire du Trésor par James Madison.
À ce poste, il affronte une situation financière très difficile due à la guerre de 1812. Le mandat donné par le Congrès à la First Bank of the United States pour gérer les besoins financiers du gouvernement fédéral n'ayant pas été renouvelé à son expiration en 1811, emprunter pour financer la guerre était devenu impossible. Campbell devait alors convaincre les Américains d'acheter des bons du gouvernement en se soumettant aux exigences des prêteurs, et en vendant donc des bons à des taux d'intérêt exorbitants. En septembre 1814, les Britanniques occupent Washington, D.C., et la fiabilité financière du gouvernement est alors encore diminuée.
Incapable de convaincre les prêteurs et d'obtenir les financements nécessaires, déçu et malade, il démissionne en octobre, après seulement 8 mois à ce poste.
Il retourne au Sénat un an plus tard, en octobre 1815, jusqu'à sa démission en avril 1818 pour accepter le poste d'ambassadeur des États-Unis en Russie, position qu'il occupe jusqu'en 1821.
Il meurt en 1848 à Nashville, Tennessee, et y est enterré. Le Comté de Campbell, dans le Tennessee, est nommé ainsi en son honneur.

## Sources
- (en) Cet article est partiellement ou en totalité issu de l’article de Wikipédia en anglais intitulé « George W. Campbell » (voir la liste des auteurs).
- Notices d'autorité :   - VIAF
  - ISNI
  - LCCN
  - GND
  - WorldCat